# 阿尔塔富利亚
阿尔塔富利亚，是西班牙加泰罗尼亚塔拉戈纳省的一个市镇。总面积7平方公里，总人口3293人（2001年），人口密度470人/平方公里。